# Hilyotrogus mangkamensis
Hilyotrogus mangkamensis är en skalbaggsart som beskrevs av Zhang 1981. Hilyotrogus mangkamensis ingår i släktet Hilyotrogus och familjen Melolonthidae. Inga underarter finns listade i Catalogue of Life.